# PFKロコモティフ・プロヴディフ
プロフェシオナレン・フドボレン・クルプ・ロコモティフ1926プロヴディフ（ブルガリア語: Професионален Футболен Клуб Локомотив 1926 Пловдив）は、ブルガリアのプロヴディフをホームタウンとするサッカークラブである。

## 歴史
クラブのルーツはスポルテン・クルブ・カラジャが創設された1922年春まで遡る。カラジャは1924年にプロヴディフで行われた最初の公式サッカー選手権に参加し、2部で優勝した。1926年7月26日、カラジャと1924年創設のアトレティクが合併し、スポルトクルブが創設された。
スポルトクルブは1936年に1部で初優勝した。1938年、1937年に創立され、10チームで争われたナツィオナルナ・フトボルナ・ディヴィジヤに参加した。1940年に終了後は、1944年までプロヴディフ州のリーグ戦に参加、1940年と1942年にはツァルスカ・クパで準優勝した。
1945年にパルチェヴィチなどと合併し、スポルトクルブ＝パルチェヴィチ1945となったが、すぐにスラヴィヤに改称された。オリジナルであるスポルトクルブの名前が復活しなかったのは、この名前がブルガリアのスポーツの発展に貢献した西側諸国（ドイツ）に関連する言葉であったことが主な理由だと考えられている。事実として、1944年の新政権誕生以降、ブルガリアのサッカーでは「スポルトクルブ」や「アトレティク」などの西ヨーロッパに関連するクラブ名は存在しなかった。1947年にP.チェンゲロフと合併し、スラヴィヤ＝チェンゲロフとなったが、長く続かず、再びスラヴィヤの名前が復活した。
スラヴィヤはプロヴディフから唯一、1948年創立のAグループに初年度から参加し、1948年10月10日に行われたTVPヴァルナ戦でデビューした。同年、ソビエト・アーミー・カップで準優勝した。
1949年10月にロコモティフと合併し、DSOエネルギヤとなったが、数日後にDSOトルペドに改称された。ロコモティフは1935年に鉄道スポーツクラブZSKとして創設された。1944年末にレヴスキと合併し、ZSKレヴスキとなったが、1年後に合併は解消され、ロコモティフとなっていた。1951年にクラブから運送業者組合のDSOトルペドが取り除かれ、DSOロコモティフとなった。DSOロコモティフは継続してAグループに参加し、DSOトルペドは3部に参加した。1957年春にDFSロコモティフに改称された。また、DSOトルペドとDSOセプテムヴリが加わった。
1960年にソビエト・アーミー・カップで準優勝した。1968-69シーズンにAグループで初めてトップ3に入り、1972-73シーズンには2位になった。1971年、1982年にもカップ戦で準優勝し、7回目の挑戦となった1983年に初優勝した。
2001年にVAI投資持株会社のオーナーでFKヴェルブジド・キュステンディル会長のゲオルギ・イリエフに買収され、ゲオルギ・イリエフが新会長に就任した。同年7月23日にロコモティフとヴェルブジドは合併し、PFKロコモティフ1936となり、ゲオルギ・イリエフが会長に就任した。ロコモティフはヴェルブジドに代わり、Aグループに参加した。
2003-04シーズンにAグループ初優勝、2004年にはブルガリア・スーパーカップでも優勝した。
2005年8月25日、ゲオルギ・イリエフ会長はUEFAカップ 2005-06予選2回戦のOFKベオグラード戦の勝利を祝うために訪れていた黒海のリゾート地サニービーチで銃撃され、死亡した。10年後の2015年、ゲオルギ・イリエフに敬意を表し、生前に会長を務めたヴェルブジドとロコモティフの試合が行われた。
2011年、クラブが1926年に創設されたことが文書で証明されたため、2011-12シーズンからPFKロコモティフ1926に改称された。
2012年にブルガリア・カップで準優勝し、スーパーカップでも準優勝した。
2019年にブルガリア・カップで初優勝果たし翌年も優勝し連覇を達成した。

## 獲得タイトル

### 国内タイトル
- ファーストリーグ：1回
  - 2003-04
- ブルガリア・カップ：2回
  - 2018-19, 2019-20
- ブルガリア・スーパーカップ：2回
  - 2004, 2020
- ソビエト・アーミー・カップ：1回
  - 1982-83

### 国際タイトル
- なし

## 過去の成績
| シーズン | ディビジョン     | ディビジョン | ディビジョン | ディビジョン | ディビジョン | ディビジョン | ディビジョン | ディビジョン | ディビジョン | ブルガリア・カップ |
| シーズン | リーグ           | 順位         | 試           | 勝           | 分           | 敗           | 得           | 失           | 点           | ブルガリア・カップ |
| -------- | ---------------- | ------------ | ------------ | ------------ | ------------ | ------------ | ------------ | ------------ | ------------ | ------------------ |
| 2005-06  | Aグループ        | 5位          | 28           | 11           | 7            | 10           | 43           | 42           | 40           | ベスト32           |
| 2006-07  | Aグループ        | 7位          | 30           | 13           | 4            | 13           | 47           | 44           | 43           | 準決勝敗退         |
| 2007-08  | Aグループ        | 9位          | 30           | 12           | 7            | 11           | 37           | 28           | 43           | 準々決勝敗退       |
| 2008-09  | Aグループ        | 6位          | 30           | 12           | 7            | 11           | 40           | 43           | 43           | ベスト32           |
| 2009-10  | Aグループ        | 12位         | 30           | 9            | 6            | 15           | 36           | 52           | 33           | ベスト32           |
| 2010-11  | Aグループ        | 5位          | 30           | 14           | 10           | 6            | 54           | 28           | 52           | 準々決勝敗退       |
| 2011-12  | Aグループ        | 6位          | 30           | 17           | 6            | 7            | 44           | 39           | 57           | 準優勝             |
| 2012-13  | Aグループ        | 9位          | 30           | 10           | 9            | 11           | 37           | 34           | 39           | ベスト32           |
| 2013-14  | Aグループ        | 7位          | 38           | 15           | 5            | 18           | 49           | 55           | 50           | 準決勝敗退         |
| 2014-15  | Aグループ        | 10位         | 32           | 9            | 5            | 18           | 28           | 52           | 32           | 準決勝敗退         |
| 2015-16  | Aグループ        | 5位          | 32           | 15           | 4            | 14           | 40           | 45           | 49           | ベスト16           |
| 2016-17  | ファーストリーグ | 5位          | 36           | 14           | 10           | 12           | 50           | 52           | 52           | 準々決勝敗退       |
| 2017-18  | ファーストリーグ | 8位          | 36           | 11           | 11           | 14           | 35           | 48           | 44           | ベスト16           |
| 2018-19  | ファーストリーグ | 10位         | 34           | 10           | 8            | 16           | 37           | 40           | 38           | 優勝               |
| 2019-20  | ファーストリーグ | 5位          | 31           | 15           | 8            | 8            | 53           | 35           | 53           | 優勝               |
| 2020-21  | ファーストリーグ | 2位          | 31           | 17           | 10           | 4            | 48           | 23           | 61           | 準々決勝敗退       |
| 2021-22  | ファーストリーグ | 9位          | 32           | 9            | 11           | 12           | 36           | 43           | 38           | 準々決勝敗退       |
| 2022-23  | ファーストリーグ | 位           |              |              |              |              |              |              |              |                    |

## 欧州の成績
| シーズン | 大会                                 | ラウンド  | 対戦相手                       | ホーム | アウェー | 合計             |  |
| -------- | ------------------------------------ | --------- | ------------------------------ | ------ | -------- | ---------------- |  |
| 1963-64  | インターシティーズ・フェアーズカップ | 1回戦     | ステアグル・ロシュ・ブラショヴ | 2-1    | 3-1      | 5-2              |  |
| 1963-64  | インターシティーズ・フェアーズカップ | 2回戦     | ウーイペシュト                 | 1-3    | 0-0      | 1-3              |  |
| 1964-65  | インターシティーズ・フェアーズカップ | 1回戦     | ヴォイヴォディナ・ノヴィ・サド | 1-1    | 1-1      | 2-2 PO 2-0       |  |
| 1964-65  | インターシティーズ・フェアーズカップ | 2回戦     | ペトロルル・プロイェシュティ   | 2-0    | 0-1      | 2-1              |  |
| 1964-65  | インターシティーズ・フェアーズカップ | 3回戦     | ユヴェントス                   | 1-1    | 1-1      | 2-2 PO 1-2 (aet) |  |
| 1965-66  | インターシティーズ・フェアーズカップ | 1回戦     | スパルタク・ブルノ             | 1-0    | 0-2      | 1-2              |  |
| 1967-68  | インターシティーズ・フェアーズカップ | 1回戦     | パルチザン・ベオグラード       | 1-1    | 1-5      | 2-6              |  |
| 1969-70  | インターシティーズ・フェアーズカップ | 1回戦     | ユヴェントス                   | 1-2    | 1-3      | 2-5              |  |
| 1971-72  | UEFAカップ                           | 1回戦     | カールツァイス・イェーナ       | 3-1    | 0-3      | 3-4              |  |
| 1973-74  | UEFAカップ                           | 1回戦     | スリマ・ワンダラーズ           | 1-0    | 2-0      | 3-0              |  |
| 1973-74  | UEFAカップ                           | 2回戦     | ブダペスト・ホンヴェード       | 3-4    | 2-3      | 5-7              |  |
| 1974-75  | UEFAカップ                           | 1回戦     | ラーバETOジェール              | 3-1    | 1-3      | 4-4 (4-5 p)      |  |
| 1976-77  | UEFAカップ                           | 1回戦     | レッドスター・ベオグラード     | 2-1    | 1-4      | 3-5              |  |
| 1983-84  | UEFAカップ                           | 1回戦     | PAOK                           | 1-2    | 1-3      | 2-5              |  |
| 1992-93  | UEFAカップ                           | 1回戦     | オセール                       | 2-2    | 1-7      | 3-9              |  |
| 1993-94  | UEFAカップ                           | 1回戦     | ラツィオ                       | 0-2    | 0-2      | 0-4              |  |
| 2004-05  | UEFAチャンピオンズリーグ             | 予選2回戦 | クラブ・ブルッヘ               | 0-4    | 0-2      | 0-6              |  |
| 2005-06  | UEFAカップ                           | 予選2回戦 | OFKベオグラード                | 1-0    | 1-2      | 2-2 (a)          |  |
| 2005-06  | UEFAカップ                           | 1回戦     | ボルトン・ワンダラーズ         | 1-2    | 1-2      | 2-4              |  |
| 2006     | UEFAインタートトカップ               | 2回戦     | ファルル・コンスタンツァ       | 1-1    | 1-2      | 2-3              |  |
| 2012-13  | UEFAヨーロッパリーグ                 | 予選2回戦 | フィテッセ                     | 4-4    | 1-3      | 5-7              |  |
| 2019-20  | UEFAヨーロッパリーグ                 | 予選2回戦 | スパルタク・トルナヴァ         | 2-0    | 1-3      | 3-3 (a)          |  |
| 2019-20  | UEFAヨーロッパリーグ                 | 予選3回戦 | ストラスブール                 | 0-1    | 0-1      | 0-2              |  |
| 2020-21  | UEFAヨーロッパリーグ                 | 予選1回戦 | イスクラ・ダニロヴグラード     | N/A    | 1-0      | N/A              |  |
| 2020-21  | UEFAヨーロッパリーグ                 | 予選2回戦 | トッテナム・ホットスパー       | 1-2    | N/A      | N/A              |  |
| 2021-22  | UEFAヨーロッパカンファレンスリーグ   | 予選2回戦 | スロヴァーツコ                 | 1-0    | 0-1      | 1-1 (3-2 p)      |  |
| 2021-22  | UEFAヨーロッパカンファレンスリーグ   | 予選3回戦 | コペンハーゲン                 | 1-1    | 2-4      | 3-5              |  |

## 歴代監督
- エドゥアルド・エラノスヤン (2003-2005)
- アヤン・サダコフ (2005-2006)
- イヴァン・マリノフ (2006-2007)
- ヤーセン・ペトロフ (2007-2008)
- ドラギ・カナトラロフスキ (2008)
- アヤン・サダコフ (2008-2009)
- イヴァン・マリノフ (2009)
- ステファン・ゲノフ (2009)
- ナジ・シェンソイ (2009-2010)
- フリスト・ボネフ (2010)
- ネデルチョ・マトゥシェフ (2010-2011)
- サシャ・ニコリッチ (2011)
- ドラギ・カナトラロフスキ (2011)
- エミル・ヴェレフ (2011-2012)
- ステファン・ゲノフ (2012-2013)
- アレクサンダル・スタンコフ (2013-2014)
- エミル・ヴェレフ (2014)
- ネデルチョ・マトゥシェフ (2014)
- フリスト・コレフ (2014-2016)
- イリアン・イリエフ (2016)
- エドゥアルド・エラノスヤン (2016-2017)
- ヴォイン・ヴォイノフ (2017)
- ブルーノ・アクラポヴィッチ (2017-2020)
- アレクサンダル・トゥンチェフ (2020-2022)
- アレクサンダル・トマシュ (2022-2024)
- リュボスラフ・ペネフ (2024)
- フリスト・ズラティンスキ (2024)
- ヴァシル・ガルコフ (2024)
- ドゥシャン・コシッチ (2024-)

出典: loko-pd.com

## 歴代所属選手
- フリスト・ボネフ 1964-1967, 1968-1979, 1982-1984
- マルティン・カムブロフ 2000, 2002-2006, 2007, 2013-2014, 2014-2017
- リュボスラフ・ペネフ 2002
- ネスコ・ミロヴァノヴィッチ 2003-2004
- イヴァン・イヴァノフ 2007-2008, 2016
- ズラフコ・ラザロフ 2010-2012, 2013-2014
- アメド・ナムシ 2014
- ミゲル・アンヘル・ルケ 2016-2017
- モリー・ディアウ 2017